# Georgia Gould
Georgia Gould (* 5. Januar 1980 in Baltimore) ist eine ehemalige US-amerikanische Radrennfahrerin, die im Cross Country und im Cyclocross aktiv war.

## Sportlicher Werdegang
Mit dem Mountainbikesport begann Gould im Alter von 19 Jahren. Erste nennenswerte Erfolge erzielte sie ab Mitte der 2000er Jahre. 2006 wurde sie erstmals US-amerikanische Meisterin im Cross-Country XCO, ein Jahr später Panamerika-Meisterin. 2008 nahm sie an den Olympischen Sommerspielen in Peking teil und wurde Achte im Cross-Country. In der Saison 2010 stand sie als Zweite in Offenburg erstmals auf dem Podium im UCI-Mountainbike-Weltcup und beendete die Saison als Vierte der Weltcup-Gesamtwertung. 2012 konnte sie in Mont Sainte-Anne noch einmal Platz 2 egalisieren, ein Weltcup-Sieg blieb ihr in ihrer Karriere jedoch verwehrt. Ihre größten Erfolge erzielte Gould in der Saison 2012, als sie bei den Olympischen Sommerspielen und den UCI-Mountainbike-Weltmeisterschaften jeweils die Bronzemedaille gewann.
Parallel zum Mountainbikesport startete Gould in der Wintersaison im Cyclocross, vorrangig bei Rennen auf dem amerikanischen Kontinent sowie bei internationalen Meisterschaften. Sie gewann mehrere Medaillen bei den nationalen Meisterschaften sowie viermal die Gesamtwertung im U.S. Gran Prix of Cyclocross. In der Saison 2008/2009 startete sie auch im UCI-Cyclocross-Saison 2008/09 und belegte beim Rennen in Nommay den dritten Platz.
Im Jahr 2011 wurde Gould Mitglied in der ersten UCI-Athleten-Kommission für den Bereich Mountainbike. Bekannt wurde sie durch die "Gould Formula", als sie sich 2007 nach einem Cyclocross-Rennen, dei dem die Männer das 10-fache Preisgeld der Frauen bekamen, an die UCI wandte und sich für gleiche Preisgelder einsetzte.  2013 wurde Gould in die UCI-Mountainbike-Kommission berufen, wo sie als erstes Projekt gleiche Preisgelder für Frauen und Männer in allen von der UCI genehmigten Mountainbike-Rennen durchsetzen konnte.
Heute lebt Gould in Burke (Vermont), ist verheiratet und hat eine Tochter. Beruflich kümmert sie sich um die Logistik des Teams Rally Cycling.

## Erfolge
| 2006 - US-Meisterin – Cross-Country XCO 2007 - Weltmeisterschaften – Staffel XCR - Panamerika-Meisterin – Cross-Country XCO - Gesamtwertung USA National Mountain Bike Series 2008 - Gesamtwertung USA National Mountain Bike Series 2009 - US-Meisterin – Eliminator XCE - Panamerika-Meisterschaften – Cross-Country XCO 2010 - US-Meisterin – Cross-Country XCO - Gesamtwertung US Pro Cross-country Tour 2011 - US-Meisterin – Cross-Country XCO 2012 - Olympische Spiele – Cross-Country XCO - Weltmeisterschaften – Cross-Country XCO - US-Meisterin – Cross-Country XCO 2016 - Windham Pro GRT/XCT (HC) | 2006/2007 - Gesamtwertung U.S. Gran Prix of Cyclocross 2007/2008 - Gesamtwertung U.S. Gran Prix of Cyclocross - Gesamtwertung North American Cyclocross Trophy 2009/2010 - Gesamtwertung U.S. Gran Prix of Cyclocross 2011/2012 - Gesamtwertung U.S. Gran Prix of Cyclocross 2014/2015 - Panamerika-Meisterschaften |